# Ornithogalum navaschinii
Ornithogalum navaschinii — вид рослин із родини холодкових (Asparagaceae), що зростає у Криму, Північному Кавказі, Південному Кавказі, Туреччині й північному Ірані.

## Середовище проживання
Зростає у Криму, Північному Кавказі, Південному Кавказі, Туреччині й північному Ірані. 